# 圣埃卢瓦 (克勒兹省)
圣埃卢瓦（法語：Saint-Éloi，法語發音：[sɛ̃.t‿elwa]）是法国克勒兹省的一个市镇，位于该省中部偏西，属于盖雷区。

## 地理
圣埃卢瓦（46°4'25"N, 1°49'58"E）面积15.6 平方千米，位于法国新阿基坦大区克勒兹省，该省份为法国中部省份，位于法國中央高原西北部，北起安德尔省和谢尔省，西接维埃纳省，南至科雷兹省，东临多姆山省，东北与阿列省接壤。
与圣埃卢瓦接壤的市镇（或旧市镇、城区）包括：阿扎沙特内、拉沙佩勒塔耶费尔、雅纳亚、萨尔当、圣克里斯托夫、马尔什地区圣维克托。

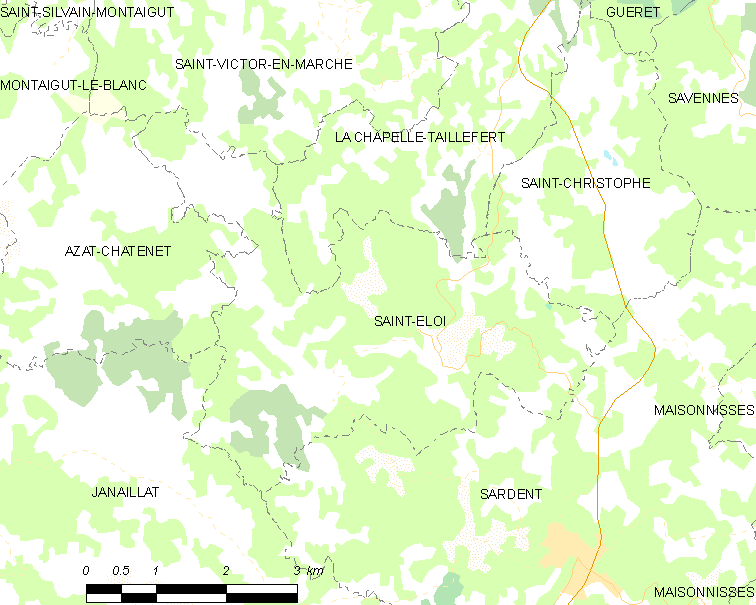
的OSM定位图

圣埃卢瓦的时区为UTC+01:00、UTC+02:00（夏令时）。

## 行政
圣埃卢瓦的邮政编码为23000，INSEE市镇编码为23191。

## 政治
圣埃卢瓦所属的省级选区为盖雷第二县。

## 人口

1962-2008年间人口变化图示

圣埃卢瓦于2022年1月1日时的人口数量为176人。